# Маршалл (Техас)

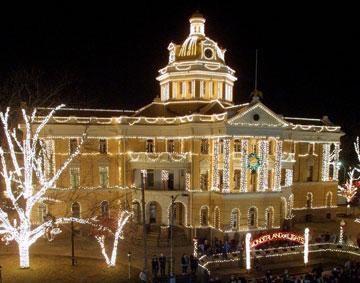

Ма́ршалл (англ. Marshall) — город в США, расположенный в северо-восточной части штата Техас. Административный центр округа Гаррисон.
Население 23 935 жителей (2000 год). Город был основан в 1841 году в тогдашней Республике Техас. В декабре отмечается празднество света.

## Известные уроженцы
Флойд Диксон — американский ритм-н-блюзовый пианист и певец.
Джордж Эдвард Форман — американский боксёр.